# Кендрик, Джо (футболист, 1905)
Джозеф Джеймс Лео Кендрик (англ. Joseph James Leo Kendrick; 26 июня, 1905, Дублин, Ирландия — 27 октября, 1965, Манчестер, Великобритания), также известный как Джо Кендрик (англ. Joe Kendrick) — ирландский футболист, левый инсайд. 

## Клубная карьера
На клубном уровне до 1927 года выступал за столичный клуб «Бруклин». В 1927 году подписал контракт с клубом английского Первого дивизиона «Эвертон», но так и не смог закрепиться в первой команде. Тем не менее, в составе клуба выиграл чемпионство в сезоне 1927/28. В 1930 году вернулся в Ирландию, где играл за столичный клуб «Долфин». В составе «дельфинов» выиграл чемпионство в сезоне 1934/35 и взял серебро на следующий год. После вылета клуба из Лиги завершил карьеру.

## Карьера в сборной
Вместе с Джоном Хили, Кендрик был одним из двух игроков, включенных в заявку национальной сборной на VIII Летние Олимпийские игры. Но, в отличие от игрока «Брей Анноунс», Джо играл в Лиге Ирландии. На самом турнире вышел в стартовом составе в матче второго раунда со сборной Болгарии. После неудачного матча со множеством безрезультативных ударов по воротам соперника, на матч четвертьфинала Кендрик был заменён на Фрэнка Гента. 
Второй матч за сборную провёл 23 мая 1927 года против Второй сборной Италии; матч проходил на «Лэнсдаун Роуд». Будучи на тот момент игроком клуба английского Первого дивизиона «Эвертон», Кендрик стал одним из первых четырёх ирландских футболистов, сыгравших за сборную Ирландии, выступая за клубы Футбольной лиги. Тремя другими стали Майк О’Брин, Гарри Дагган и Томми Малдун. 
Следующие два матча за сборную провёл лишь в 1934 году. 25 февраля принял участие в матче со сборной Бельгии, проходившем на «Далимаунт Парк». Это стал первый матч в истории для Ирландии в рамках отбора на Чемпионат мира. На 75-й минуте матча, после углового, поданного Джимми Келли, Кендрик скинул мяч на Падди Мура, который сравнял счёт в матче, оформив покер (матч закончился со счётом 4:4). Следующий матч сыграл 8 апреля со сборной Нидерландов. 8 декабря 1935 года сыграл свой пятый матч за сборную. Этот товарищеский матч со сборной Нидерландов стал для него последним матчем за сборную.

## Личная жизнь
Родился в 1905 году в Дублине. Внучатым племянником футболиста является Джо Кендрик-младший, также футболист. Умер в Манчестере 27 октября 1965 года.

## Достижения

### Клубные

#### «Эвертон»
- Чемпион Англии: 1927/28

#### «Долфин»
- Чемпион Ирландии: 1934/35

- Вице-чемпион Ирландии: 1935/36

### В сборной
- Олимпиада 1924 года: 1/4 финала

## Внешние ссылки
- Профиль игрока на сайте Olympedia
- Профиль игрока на сайте eu-football.info
- Профиль игрока на сайте National Football Teams
- Профиль игрока на сайте Sport Reference
- Профиль игрока (англ.) на сайте Transfermarkt